# Ursula Hoff
Ursula Hoff, née le 26 décembre 1909 à Londres et morte le 10 janvier 2005 à Melbourne, est une historienne de l'art australienne.

## Biographie
Enfant unique, Ursula Hoff naît le 26 décembre 1909 à Londres de parents allemands et grandit en Allemagne.
Elle est directrice adjointe du musée national du Victoria.
Ursula Hoff meurt le 10 janvier 2005 à Melbourne.